# Bad Girl Good Girl
"Bad Girl Good Girl" é uma canção gravada pelo grupo feminino sul-coreano Miss A, servindo como o seu single de estreia. Foi lançado em 2 de julho de 2010, através da  JYP Entertainment, para seu álbum single de estreia "Bad But Good" (2010). 
Após o seu lançamento, "Bad Girl Good Girl" atingiu o topo da parada semanal da Gaon Digital Chart e mais tarde, liderou sua respectiva parada anual. (SOTY) 

## Lançamento e promoção
Em 2 de julho de 2010, "Bad Girl Good Girl" foi lançado como parte do álbum single "Bad But Good", servindo como material de estreia do Miss A. 
Para a promoção da canção, o grupo realizou sua apresentação de estreia através do programa musical M! Countdownda Mnet em 2 de julho de 2010. Mais tarde, "Bad Girl Good Girl" tornou-se a Canção do Mês (Julho) pelo Cyworld.

## Vídeo musical
Um vídeo musical correspondente de "Bad Girl Good Girl", foi lançado em 30 de junho de 2010. Suas cenas apresentam as integrantes em uma escola, dançando em sincronia.

## Desempenho nas paradas musicais

### Posições semanais
| Parada musical (2010)              | Melhor posição |
| ---------------------------------- | -------------- |
| Coreia do Sul (Gaon Digital Chart) | 1              |

### Posições de fim de ano
| Parada musical (2010)              | Posição |
| ---------------------------------- | ------- |
| Coreia do Sul (Gaon Digital Chart) | 1       |

## Reconhecimento
| Ano  | Premiação               | Categoria                                    | Resultado | Ref.  |
| ---- | ----------------------- | -------------------------------------------- | --------- | ----- |
| 2010 | Mnet Asian Music Awards | Canção do Ano                                | Venceu    | [ 5 ] |
| 2010 | Mnet Asian Music Awards | Melhor Performance de Dança – Grupo Feminino | Venceu    | [ 5 ] |
| 2010 | Golden Disk Awards      | Bonsang de Música Digital                    | Venceu    | [ 6 ] |
| 2010 | Seoul Music Awards      | Prêmio Bonsang                               | Venceu    | [ 7 ] |
| 2011 | Korean Music Awards     | Melhor Canção Dance & Electrônica            | Venceu    | [ 8 ] |
| 2011 | Korean Music Awards     | Canção do Ano                                | Indicado  | [ 9 ] |

| Programa     | Emissora | Data                | Ref.   |
| ------------ | -------- | ------------------- | ------ |
| M! Countdown | Mnet     | 22 de julho de 2010 | [ 10 ] |
| Music Bank   | KBS2     | 23 de julho de 2010 | [ 11 ] |
| Inkigayo     | SBS      | 1 de agosto de 2010 | [ 12 ] |